# Idèfix
Idèfix, Ideàfix o Ideafix és el gos d'Obèlix. És un gos petit, blanc que plora cada cop que es talla o es malmet un arbre i que sempre ajuda el seu amo. De caràcter sociable, mostra signes d'intel·ligència i jutja com a bojos els romans, igual que l'Obèlix, però a diferència d'altres gossos de còmic, no parla sinó que actua sempre com un animal, ensumant i demanant l'atenció dels gals.
Obèlix el defensa dels altres humans, que sovint el veuen com un destorb, puix que considera que és el gos més llest del món i sosté que l'entén quan parla (la bafarada del pensament del ca reforça aquesta hipòtesi). Serveix per demostrar el caràcter sensible d'Obèlix, en contrast amb la seva força física, sovint fora de control, i la seva golafreria (de fet aquest caràcter ja és patent en el moment de la trobada, quan adopta el gos que troba al carrer).
El seu nom original sona igual en francès que "idée fixe" (idea fixa) i per això en anglès s'anomena Dogmatix, que uneix els conceptes de dogma i de gos (dog en anglès). Reflecteix l'obsessió pels ossos del gos, fet que causa nombrosos gags a les historietes.
Va aparèixer per primera vegada a l'aventura La volta a la Gàl·lia, publicada originalment serialitzada a la revista Pilote. La seva primera aparició es va produir al núm. 179 de la revista, publicat el 28 de març de 1963. Després d'un episodi en una carnisseria de Lutècia, el gos segueix discretament Astèrix i Obèlix fins al final de l'àlbum on va ser notat per Obèlix. Aleshores el seu nom va ser proposat per diversos lectors de la revista Pilote durant un concurs i acceptat pels autors.

## Sèries d'Idèfix
Hi ha tres sèries derivades centrades en el personatge d'Idèfix. La primera és una versió dedicada als nens, que va aparèixer a 1973-1974 i inclou 16 àlbums, però que no té res a veure amb la sèrie Astèrix.
1. Idéfix se fait un ami (Idèfix fa un amic)
2. La chasse au sanglier (La caça del senglar)
3. L'orage (La tempesta)
4. Un goûter bien mérité (Un refrigeri merescut)
5. Idéfix et le bébé (Idèfix i el nadó)
6. Idéfix et le poisson clown (Idèfix i el peix pallasso)
7. Idéfix à la neige (Idèfix a la neu)
8. L'anniversaire d'Idéfix (L'aniversari d'Idèfix)
9. Idéfix fait du sport (Idèfix fa esport)
10. Idéfix et la petite fille (Idèfix i la nena)
11. Une folle poursuite (Una persecució boja)
12. Idéfix au cirque (Idèfix al circ)
13. Idéfix magicien (Idèfix mag)
14. Idéfix et le perroquet (Idèfix i el lloro)
15. Idéfix s'en va-t'en guerre (Idpèfix se'n va a la guerra)
16. Idéfix et le petit lapin (Idèfix i el petit conill)

La segona va aparèixer a 1983 quan Uderzo va decidir reviure el personatge. La idea li va venir amb l'aparició del gall a L'Astèrix mai vist, però només van sortir-ne dos llibres:
1. Idéfix et le vilain petit aiglon (Idéfix i la dolenta petita àguila)
2. Idéfix et la grande fringale (Idéfix i la gran fam)

La tercera, titulada Ideafix i els irreductibles es va publicar originalment el 2021 per part de Les Éditions Albert René, adaptació de la sèrie animada amb el mateix nom, estrenada el setembre del 2021. El còmic és editat per l'editorial Salvat en català.
1. Pas de quartier pour le latin ! (A baix els romans!)[8]
2. Les Romains se prennent une gamelle !
3. Ça balance pas mal à Lutèce !